# Henoonia myrtifolia
Henoonia myrtifolia es una especie de plantas con flores perteneciente a la subfamilia Gaetzeoideae, incluida en la familia de las solanáceas (Solanaceae). Es la única especie del género Henoonia. Es nativa de Cuba.

## Descripción
Tiene las ramas de color grisáceo y, a veces con espinas. La hojas son estrechas-ovadas a ovado-elípticas, o estrechamente obovadas. Alcanzan una longitud de 9,7 a 32,6 mm y un ancho de 3,5 a 14,4 mm. La inflorescencia con cinco flores. El cáliz en forma de copa, lleno de dientes, que son triangulares y siempre con algunos tricomas. Los frutos  contienen una sola semilla y son ovoides.

## Taxonomía
Henoonia myrtifolia fue descrita por August Heinrich Rudolf Grisebach y publicado en Catalogus plantarum cubensium . . . 167, en el año 1866.
Sinonimia
- Bissea myrtifolia (Griseb.) V.R.Fuentes
- Castela brittonii (Small) Engl.
- Castelaria brittonii Small[2]